# Trichogyne polycnemoides
Trichogyne polycnemoides là một loài thực vật có hoa trong họ Cúc. Loài này được (Fenzl) Anderb. miêu tả khoa học đầu tiên năm 1991.